# 戦略
戦略（せんりゃく、英: strategy）は、一般的には特定の目的を達成するために、長期的視野と複合思考で力や資源を総合的に運用する技術・応用科学である。

## 概説
戦略は特定の目的達成のために、総合的な調整を通じて力と資源を効果的に運用する技術・理論である。ただし戦略の定義は時代・地域・分野によってその意味は異なる。戦略はもともと戦争術から戦術と併せて分化した概念であり、軍事学の専門用語であった。
軍事的な分野に限定した定義も一様ではないが、一般的に戦略は戦闘部隊が戦場で優位に立てるようにするための巨視的な策略であり、一連の戦闘における勝利を高次元で最大限に利用する術策である。これに対応して戦術は戦闘において勝利を得るために部隊を運用する術である。
戦略の研究は途上にあり、また、第二次世界大戦後の日本では企業の経営戦略のように使用されたり、経済戦略・外交戦略のように政策と同義語として使用されることも多く、また戦略的という形容詞が多用されることも重なって、その定義は拡散している。

## 歴史

### 初期の戦略
現存する史料から考えて、世界で最初に戦略の概念を使用したのは孫子だと考えられる。戦略という言葉こそ出てこないものの、国家戦略や戦争哲学を示し、また軍事学的な戦術や軍事地理の内容を論じて戦略の思考法を示しており、今日においても孫子は極めて優れた戦略教書と考えられている。ヨーロッパにおける戦略の概念はクセノポンが将軍または将軍の軍隊指揮を意味する「στρατεγος」「στρατεγια」という言葉を用いたのに始まり、これが戦略の語源となった。しかしながら当時の戦略は定義が曖昧であり、戦略・戦術は区別されずに戦争術・兵術として理解していたために、現代のような意味を必ずしも持たなかった。

### 戦略と戦術の分化
ニッコロ・マキャヴェッリは近代西欧における軍事思想の始祖的存在である。『戦術論』において「戦争目的は、自己意志を相手に強制することによって、敵の完全敗北という成果を得て、速やかに終結させなければならない」と定め、敵の軍事力を破壊する戦略を主張した。ナポレオン1世はマキャヴェッリの思想を継承しており、「大戦術」という言葉を用いて通常の戦術と区別し、大局的な戦争指導を行って戦略・戦術の概念を分化した。この頃にポール・ギデオン・ジョリィ・マイゼロアは、古代戦史の研究から西欧で初めて戦略・戦術の用語を区別して使用し、戦略の用語・概念を西洋に普及させた。
この戦略の概念は当時ナポレオン戦争を研究していた多くの軍事学者たちに影響を与えた。カール・フォン・クラウゼヴィッツは『戦争論』で個々の戦闘で問題となる戦術と対比し「戦略とは戦争目的を達成するために戦闘を組み合わせる活動だ」と述べ、戦略を戦争での使用目的に限定した。これは後にクラウゼヴィッツ主義の軍事研究者たちによって過剰に教条化され、決戦至上主義を生み出す。またアントワーヌ＝アンリ・ジョミニの『戦争概論』では「戦略とは地図上において戦争を計画する技術であり、作戦地全体を包括する」と定義して、戦略を戦争目的に限定した。さらにヘルムート・カール・ベルンハルト・フォン・モルトケは「戦略は知識以上であり、実際生活への応用であり、流動的な状況に従う創造的な思考の発展であり、困難な状況における行為の芸術である」と述べている。

### 陸海空の戦略分化
戦略は軍事戦略として歴史的な発展を遂げてきた。ただし軍事戦略においても陸海空軍は基本的に全く異なる前提の下で戦っているため、それぞれの独自の戦略が発展してきている。軍事戦略はその系譜の主流が陸軍の陸上作戦が前提となった陸軍戦略であり、海軍戦略・空軍戦略は軍艦・軍用機の技術的な発展に伴って進歩してきた。
海軍戦略の基礎を確立したのはジュリアン・コルベットである。コルベットは戦略一般について、最終目的を追求する全体戦略と初期目的を追求する小戦略とに分け、戦略の階層化を試みている。海軍戦略については「陸地の支配のために海洋を支配すべき」として制海権の確立を体系化させた。またコーベットの一世代前にアルフレッド・セイヤー・マハンも制海権の関連事項について論じている。
空軍戦略に大きな貢献をした軍事学者としてジュリオ・ドゥーエが挙げられる。彼は第一次世界大戦の頃から航空機が持つ軍事的な重要性を認識し、戦略爆撃の実施やそのための独立空軍の創設を主張していた。

### 近現代の戦略理論
第一次世界大戦・第二次世界大戦という総力戦や冷戦を経て、戦略は新しい発展を見せた。中国で人民解放戦争を指導した毛沢東は地方農民を教化し、日本軍に対して大規模なゲリラ戦を仕掛け、独自の戦略思想を確立した。このような思想は後にヴォー・グエン・ザップ、フィデル・カストロ、チェ・ゲバラなども用いて成功している。また第一次世界大戦に将校として従軍して軍事評論家となったベイジル・リデル＝ハートは間接アプローチ戦略を理論化し「直接的な武力衝突ではない新しい間接的な手法によって勝利すべき」と論じた。
冷戦期においては核兵器という新たな大量破壊兵器の出現により、抑止を主概念とした核抑止戦略が構築された。これは軍事目的をはるかに超える破壊力を持つ核兵器を軍事戦略で位置づけるために構築された戦略理論であり、以下の3つに大別される。
抑止のための核戦略
核兵器は兵器に相応しくなく、あくまで抑止のために使用する（バーナード・ブローディなど）
拒否のための核戦略
核兵器は兵器であり、拒否のために使用する（ボーデンなど）
限定的・段階的な核攻撃
核兵器は兵器であるが威力が絶大であるため、限定的・段階的に使用する（アルバート・ウォルステッターなど）
1999年には中国で超限戦という概念が提出されている。

## 定義
「戦略概念が戦術学の中から発展してきた」という歴史的な経緯もあるため、戦略の定義は非常に多様であり、一概に言うのは難しい。

### 陸軍の定義
陸軍ではしばしば部隊の規模によって戦略・戦術を区別して考えていた。そのため戦略の定義を巡る論争では有視界距離によって戦略・戦術を区別した定義も一時的に見られたが、これはクラウゼヴィッツなどによって否定された。大日本帝国陸軍においては陸大兵語の解によると、戦略とは「作戦計画を立案してその実行を統制し、部隊行動の方向・目的・時期・場所などの関係性を定めて適切に調整し、会戦を優勢に導き戦果を拡大するための方策」で、戦術は「戦闘での勝利獲得のための戦闘実施の術」であった。

### 海軍の定義
海軍ではしばしば彼我の距離関係によって戦略・戦術を区別した。大日本帝国海軍では戦略を「敵と離隔してわが兵力を運用する兵術」と定義している。また日本海軍の作戦参謀であった秋山真之は戦略を戦術の上位に置いて、「これを指導し、よって戦闘の時期・場所・戦力などを定めるものであり」と位置づけていた。

### 一般の定義
戦略の一般的な定義については未だ研究が途上である。ハーバード大学のトーマス・シェリング教授は、戦略を勢力の適用ではなく潜在的な勢力の発掘であるとし、取引のプロセスというモデルでこれを説明した。またロジンスキー教授は戦略を「力の総合的な制御」と定義し、戦術はその直接的な運用であると論じた。つまり戦略とは「あらゆる行動の総合的な調整と最適選択」であると考えた。ただし近年では企業経営やスポーツにまで軍事用語の戦略の概念が応用されているために新しく定義され、「長期的・大局的な観点から物事を見通して行動を調整する技術」として再認識されるようになっている。

## 戦略構造の概念図
現代において戦略・戦術の概念は大きく発展し、概ね多くの国で以下のように体系化されている。
国家理念
あらゆる戦略の根幹となる基本理念であり、究極的な最終目的やそれを踏まえた目標などを定める
国家方針
国家理念に基づいた国家目的を達成するために政治的・軍事的・外交的・経済的・心理的な政策を整合的な方針としてまとめたもの
国家戦略
国家方針に沿って国家目的を達成するための統合的な戦略であり、大戦略・統合戦略・全体戦略とも言う
軍事戦略
国家戦略に基づいた軍事行政・軍事作戦の全体的な戦略である
作戦戦略
軍事作戦を実行する上での戦略であり、部隊の作戦行動を指導する
戦術
戦闘を指導する術策。狭義の戦略を一部含むに留まり、戦略とは異なる概念である。
また以下のような政治・軍事以外の戦略も国家戦略の下位に設けられる：
外交戦略
国家戦略に基づいた外交政策の全体的な戦略
経済戦略
国家戦略に基づいた国家経済の全体的な戦略
技術戦略
国家戦略に基づいた国際的な技術開発競争の全体的な戦略
心理戦略
国家戦略に基づいた国家心理戦の全体的な戦略

## 国家の戦略

### 国家戦略の概観
国家指導の立場に立った政治の戦略は、国家戦略・政戦略などと呼ばれる。国家目的と国力に基づいて、国内外の情勢を総合的に判断して策定される総合的な戦略である。これに基づいて軍事戦略・外交戦略などの戦略を規定する。その重要性は部分的な軍事的・経済的な合理性を凌ぐ。国家戦略によりもたらされる致命的な失敗は軍事戦略・外交戦略などの下位の戦略では回復できない。
国家戦略は歴史においてしばしば軍事戦略とその関係が逆転することがあったが、総じて「戦略的な失敗と引き替えの戦術的な勝利は回復できない」ことを示している。第一次世界大戦のドイツ軍参謀総長エーリヒ・ルーデンドルフは、国家総力戦の状況に鑑みて「政治は戦争指導のために実施して総力戦に対応すべき」と主張した。このような軍事的な合理性を重視する考え方はヘルムート・ヨハン・ルートヴィヒ・フォン・モルトケなどにも受け入れられたため、当時のドイツの政策決定に大きく関与した。しかし軍事的な合理性を追求した結果、ドイツ軍は中立国であったベルギーを経由するフランスへの攻勢作戦によりイギリスの、また無制限潜水艦作戦によってアメリカ合衆国の参戦を招くという戦略的な失敗を犯した。この代償としてドイツは170万人を超える戦死者、莫大な賠償金、社会的な混乱、そして国家体制の破綻を支払うこととなった。
国家戦略という概念やその実態は非常に包括的で曖昧である。国家戦略を「その国家の地理や基本理念を踏まえた上で軍事・外交・経済・心理などから国際関係の情勢を判断し、歴史的な経験やその中で培われた戦略文化に基づいて組織的に形成・運用されるもの」と位置づけられるが、人間社会の複雑性・曖昧性に鑑みた場合には国家戦略の概念はかなり不確かなものとならざるをえない。ただ「国家とはさまざまな社会システムの有機的な複合体であり、それらシステムの総力を調和的・計画的に運用して生存・発展を維持するためには、総合的な情勢認識、政治的決断とその支持、各分野の長期的な目標や行動方針、すなわち戦略が必要である」とは確実に言える。そして「国家戦略の中核となるのは軍事・経済・文化などあらゆる面に於いて支配的な影響を及ぼす政治における戦略である」と位置づけることができる。

## 軍事戦略

### 軍事戦略の概観
軍事戦略は平時と戦時における戦力整備・教育訓練・戦力運用に関する全体的な戦略である。外交戦略とも密接に関係しており、まとめて安全保障戦略として考えられることもある。これは戦争指導という概念でもある。

### 決戦戦略・持久戦略
軍事戦略は戦争の勃発を想定して、国家の軍事政策の実行を指導する。軍事戦略はしばしば決戦戦略・持久戦略に区分される：
決戦戦略
勝利を狙って迅速かつ効率的に敵戦力の殲滅を実行する。攻勢戦略に相当し、優勢な軍事力をもって現状の優位を拡張しようとする。
持久戦略
不敗を狙って戦力温存と長期戦を実行する。防勢戦略に相当し、劣勢な軍事力をもって現状の劣位を縮小しようとする。

### 抑止戦略・間接戦略
第一次世界大戦・第二次世界大戦を通じて「直接的な武力行使では不用な殺戮や破壊をもたらしかねない」という反省が得られた。そのため戦争勝利の戦略だけでなく、抑止戦略が形成された。抑止とは戦力の準備により、敵が軍事行動に出ることによって予想される費用と効果が吊り合わない状況を作り出し、軍事行動を防ぐことである。
間接戦略とはボーフルが提唱したもので、軍事上の勝利以外の手段によって政治目的を達成する戦略である。これと似たものにリデル・ハートの間接アプローチ戦略がある。これは敵との正面衝突を回避しながら後方の敵の弱点を叩くことで勝利する戦略である。

### 陸上・海洋・航空戦略
陸上戦略
陸上における戦略、すなわち陸軍の戦略。陸上権の確立という要点がある。クラウゼヴィッツらによって構築された。
海洋戦略
海洋における戦略、すなわち海軍の戦略。「制海権の確立」および「陸上権の確立のための制海権の活用」の2つの要点がある。コルベット、マハンらによって構築された。
航空戦略
空域における戦略、すなわち空軍の戦略である。「航空優勢の確立」「陸上権・制海権の確立のための航空優勢の活用」という要点を持つ。ドゥーエらにより構築された。
これらの戦略に加えてゲリラ戦略もある。これはゲリラ戦の戦略であり、従来の軍隊による戦争ではなく、非正規の軍事組織による持久的な武力戦またはその他の手段による総合戦の戦略であり、特殊性がある。毛沢東、ホー・チ・ミン、ザップ、カストロ、ゲバラらによって構築された。

## ゲーム理論における戦略
ゲーム理論の戦略形ゲームにおいて戦略とは経済主体（プレイヤー）の選択肢であり、「行動」という用語と同義である。ひとりのプレイヤーにとって選択可能な戦略の集合は戦略空間（英: strategy space）と呼ばれる。
これに対して、展開形ゲームにおいて戦略とは「完全な行動計画のことで、そのプレイヤーが行動をおこすことになるかもしれないそれぞれの事態でどの実行可能な行動をとるかをすべて漏れなく指定したもの」であり、情報集合から行動を指定する関数として定義される。展開形ゲームにおいては個々の局面における意思決定の内容を行動（英: action）、ゲーム全体を通した行動計画を戦略と呼んで区別しており、これらの用語法はクラウゼヴィッツ『戦争論』第2編第1章におけるそれと整合的である。

## 経営における戦略
経営戦略論においても戦略・戦術というクラウゼヴィッツ以来のスキームが適用されている。しかし軍事戦略におけるそれとは異なり、両者を明確には区別せず、戦術に相当することも「～戦略」と言われるなど、用法は極めて曖昧である。一般的に戦術という用語は経営戦略論では使われない。以下のように用いられる場合がある。
- 経営戦略
- マーケティング戦略

## 生物学における戦略
生物学の分野、特に生態学の個体群生態学や行動生態学の分野では「個々の生物種あるいは個体が複数の行動を取りうるときに、それぞれの行動や行動の組み合わせ」を戦略と呼び、以下のように用いる：
- 生存戦略
- 繁殖戦略
- 繁殖戦略の中の小卵多産戦略
- 捕食行動における待ち伏せ戦略
- 個体群増加に関するr-K戦略
- 最適戦略
- 生活史戦略

生物学における「戦略」は生物自身の意思や自主性を含意しない。つまり意図的にその生物が特定の戦略をとっているのではなく（そのような場合もあるかもしれないが）「そのような行動を促す遺伝子が自然選択によって広まる（広まった）」という意味で用いられている点に注意が必要である。

## ボードゲームにおける戦略
チェス・将棋・囲碁などの戦略性が高いボードゲームでは、盤面の状況に応じた戦術（両取りなど）だけでなく、ゲームの目的（王を追い詰めるなど）に応じた戦略も重要となる。